# Георг Лудвиг фон Золмс-Рьоделхайм
Георг Лудвиг фон Золмс-Рьоделхайм (на немски: Georg Ludwig von Solms-Rödelheim; * 28 септември 1664; † 5 декември 1716) е граф на Золмс в Рьоделхайм (днес във Франкфурт на Майн).
Той е големият син на граф Йохан Август фон Золмс-Рьоделхайм и Асенхайм (1623 – 1680) и съпругата му графиня Елеонора Барбара Мария Крац фон Шарфенщайн (1629 – 1680), дъщеря на граф Йохан Филип Крац фон Шарфенщайн († 1635) и втората му съпруга Елеонора Анна Елизабет, фрайин Колона фон Фелс († 1669).
Георг Лудвиг става граф на Золмс-Рьоделхайм-Рьоделхайм. По-малкият му брат Лудвиг Хайнрих (1667 – 1728) е граф на Золмс Асенхайм (1699) и Рьоделхайм (1722).

## Фамилия
Георг Лудвиг се жени на 12 януари 1696 г. в Хамбург за графиня Шарлота Сибила фон Алефелдт (* 1672; † 17 февруари 1726 във Франкфурт), дъщеря на граф Фридрих I фон Алефелд-Риксинген († 1686) и втората му съпруга графиня Мария Елизабет фон Лайнинген-Дагсбург-Харденбург († 1724). Те имат децата:
- Фридрих Карл Август (1696)
- дъщеря (1698 – 1698)
- Мария София Елеонора Вилхелмина (1698 – 1766), омъжена на 11 февруари 1726 г. във Франкфурт за граф Казимир Колб фон Вартенберг (1699 – 1772)
- Луиза Шарлота Ернестина (1700 – 1703)
- Катарина Поликсена (1702 – 1765), омъжена на 27 ноември 1726 г. в Метенхайм за граф Христиан Карл фон Лайнинген-Дагсбург-Фалкенбург (1695 – 1766)
- Лотар Вилхелм Ернст (1703 – 1722)